# Wapen van Glabbeek

Het wapen van Glabbeek sinds 1982.

Het Wapen van Glabbeek is het heraldisch wapen van de Belgische gemeente Glabbeek. Dit wapen werd op 21 april 1982 aan de gemeente toegekend.

## Geschiedenis
Het wapen werd toegekend aan de in 1977 opgerichte fusiegemeente Glabbeek, die ontstond uit het samengaan van de voormalige gemeentes Attenrode, Bunsbeek, Glabbeek-Zuurbemde en Kapellen. Dit wapen, ontworpen door kunstenaar Fons Stels, is ontleend aan dat van de familie Van Houthem. Jan van Houthem, kanselier van Brabant, wist in 1488 zijn familiegoed Sint-Margriete-Houtem te laten bevorderen tot het statuut van een baronie door keizer Frederik III van het Heilige Roomse Rijk: de baronie van Hauthem. Dit wapen was te zien op zegels van de baronie uit 1509 en 1512. Daar Bunsbeek ook deel uitmaakte van deze baronie, werd besloten dat de nieuwe fusiegemeente Glabbeek het best kon worden vertegenwoordigd door het wapen van de familie Van Houthem.

## Blazoen
Het wapen heeft de volgende blazoenering:
In vair een vrijkwartier van goud met drie hellende klophamers van keel.

## Verwant wapen

Wapen van Kortenaken.